# Kolm-e Bālā
Kolm-e Bālā (persiska: کلم بالا) är en ort i Iran.   Den ligger i provinsen Ilam, i den västra delen av landet, 500 km sydväst om huvudstaden Teheran. Kolm-e Bālā ligger 922 meter över havet och antalet invånare är 687.
Terrängen runt Kolm-e Bālā är kuperad åt nordost, men åt sydväst är den bergig. Runt Kolm-e Bālā är det ganska glesbefolkat, med 43 invånare per kvadratkilometer. Närmaste större samhälle är Badreh, 12,8 km sydost om Kolm-e Bālā. Omgivningarna runt Kolm-e Bālā är i huvudsak ett öppet busklandskap.